# سوزان أوينز هيكي
سوزان أوينز هيكي (بالإنجليزية: Susan Owens Hickey)‏ هي قاضية ومحامية أمريكية، ولدت في 26 سبتمبر 1955 في دالاس في الولايات المتحدة.